# Kasey Carlson
Kasey Carlson, née le 26 novembre 1991, est une nageuse américaine, spécialiste de brasse.

## Carrière
Lors des championnats du monde 2009 disputés à Rome, sa première compétition internationale, elle a remporté la médaille de bronze au 100 m brasse et finit sixième du 50 m brasse.

## Palmarès
- Championnats du monde 2009 à Rome (Italie) :
  -  Médaille de bronze du 100 m brasse